# 코어근육운동
코어근육운동(core muscle training or core workout)은 인체의 세로축인 척추와 가로축인 복부, 허리, 골반부, 횡격막근과 관련된 골격 및 근육을 가리키는 코어근육의 안정성 또는 이러한 코어근육을 강화하는 운동을 말한다. 이러한 것들은 모두 신체의 입체적인 중심에 위치하는 몸통을 고려하고 있다.

## 코어근육 안정성
코어 안정성 또는 코어 근육 안정성(core stability)은 등과 허리, 흉부 그리고  복부와 관련된 골격근을 안정적으로 유지시키는 신체의 능력을 나타낸다. 이런 맥락에서 안정성은 코어근육의 위치와 움직임을 제어하는 능력으로 인식할 수 있다. 따라서 사람의 신체가 코어 근육을 중심 및 기반으로 하는 머리와 팔 그리고 다리의 운동성을 지니고 있다면 이러한 신체의 다양하고 복잡한 움직임과 신체의 균형을 이 영역의 위치와 그 안정성을 강화함으로써 보다 더 잘 제어할 수 있다. 신체의 코어 근육은 머리, 팔, 다리와 같이 신체의 부가적인 다른 움직임을 돕는 데 필수적으로 사용되며, 코어 근육의 안정성을 향상시킴으로써 이러한 연관되는 운동을 수행하는 신체의 능력이 향상될 수 있도록 할 수 있다. 한편 머리, 팔 그리고 다리의 움직임이나 외부로부터의 충격으로 초래되어 중심점으로 영향을 끼치는 것과 같은 외부의 불균형 원인을 억제하는 역할에서 코어 근육의 중요성을 살펴볼 수도 있다.

## 코어근육 운동
| 플랭크(plank)     |  | 주된 복근(복횡근) 강화                                 |
| 버드독(bird dog)  |  | 주된 척추 근골격계 강화                                |
| 브릿지(bridge)    |  | 등, 복부, 허리, 골반 강화                              |
| 크런치(Crunch)    |  | 주된 복근 사용, 윗몸일으키기(sit-up)와 비교할 수 있다. |
| 나무(Tree) 자세   |  | 주된 골반기저근 강화                                   |
| 산(Mountain) 자세 |  | 횡경막근을 포함한 모든 코어근육 가능                   |

## 애니멀 플로우
네발동물과 관련하여 애니멀 플로우(animal flow)동작은 보다 궁극적인 코어근육운동의 자세가 네발을 땅에 딛고 걸어 다니는 짐승의 자세와 연관 있다는 점을 주목하는 코어근육 단련 방법으로 제안되고 있다.

## 관련 운동
- 필라테스
- 요가 운동
- 스트레칭
- 간화태극권

## 같이 보기
- 인체 근육 목록
- 피트니스
- 등척성 운동
- 단전
- 항중력근
- 필라테스

## 참고
- (헬스조선-척추 바로 세우는 코어근육 '이렇게' 단련하세요 - 당신의 건강가이드 ...)http://health.chosun.com/site/data/html_dir/2017/02/24/2017022401395.html
- (건강보험심사평가원,건강나래-[10분 운동법] 몸의 중심을 잡자! 코어근육 강화 운동)https://web.archive.org/web/20181221230529/http://hirawebzine.or.kr/14214
- (삼성헬스 - 잘못된 운동이 내몸을 망친다. 플랭크편)https://shealth.life/r/CQaa 보관됨 2018-12-25 - 웨이백 머신